# Moșkiv, Mlîniv
Moșkiv (în ucraineană Мошків) este un sat în comuna Peremîlivka din raionul Mlîniv, regiunea Rivne, Ucraina.

## Demografie
Componența lingvistică a localității Moșkiv
     Ucraineană (100%)
Conform recensământului din 2001, toată populația localității Moșkiv era vorbitoare de ucraineană (100%).